# بژتا
بژتا بزرگ‌ترین ناحیهٔ مسکونی شهرستان تسونتین و مرکز بخشداری بژتین در داغستان روسیه است.